# Little Round Lake
Little Round Lake is een plaats (census-designated place) in de Amerikaanse staat Wisconsin, en valt bestuurlijk gezien onder Sawyer County.

## Demografie
Bij de volkstelling in 2000 werd het aantal inwoners vastgesteld op 948.

## Geografie
Volgens het United States Census Bureau beslaat de plaats een oppervlakte van 23,5 km², waarvan 22,9 km² land en 0,6 km² water.

## Plaatsen in de nabije omgeving
De onderstaande figuur toont nabijgelegen plaatsen in een straal van 20 km rond Little Round Lake.